# Richard Diebenkorn
Richard Diebenkorn (Portland, 22 aprile 1922 – Berkeley, 30 marzo 1993) è stato un pittore statunitense.
I suoi primi lavori sono associati all'espressionismo astratto e al Movimento figurativo della Bay Area degli anni 1950 e anni sessanta. Alla fine degli anni sessanta, Diebenkorn iniziò la sua lunga serie di dipinti astratti, lirici e geometrici battezzati Ocean Park, che hanno ricevuto ottimi consensi in tutto il mondo.

## Biografia

### La gioventù e i primi riscontri
Richard Clifford Diebenkorn Jr. nacque il 22 aprile 1922 a Portland, nell'Oregon. La sua famiglia si trasferì a San Francisco, in California, quando il futuro pittore aveva due anni. Appassionato disegnatore sin da quando era bambino, Diebenkorn entrò all'Università di Stanford nel 1940, dove incontrò i suoi primi due mentori: il professore e muralista Victor Arnautoff, che guidò Diebenkorn nella disciplina formale classica con la pittura ad olio, e Daniel Mendelowitz, con il quale condivideva la passione per il lavoro di Edward Hopper, che ispirò profondamente le prime opere di Diebenkorn. Mentre frequentava l'Università di Stanford, Diebenkorn visitò la casa di Sarah Stein, la cognata di Gertrude Stein, e vide per la prima volta le opere dei maestri modernisti europei Cézanne, Picasso ed Matisse.
Sempre a Stanford, Diebenkorn conobbe Phyllis Antoinette Gilman, che diventerà la sua compagna e poi moglie. Si sposarono nel 1943 ed ebbero due figli di nome Gretchen, nata nel 1945, e Christopher, nato nel 1947. A causa dell'entrata in guerra degli Stati Uniti nella seconda guerra mondiale spinse Deibenkorn a interrompere i suoi studi e a non completare i suoi corsi di laurea a Stanford. Diebenkorn entrò nel Corpo dei Marine nel 1943, dove prestò servizio fino al 1945.
Durante il suo servizio militare, Diebenkorn continuò a studiare arte e approfondì il modernismo europeo, prima di arruolarsi brevemente all'Università della California di Berkeley e in seguito sulla costa orientale, mentre si trovava nella base Marine Corps Base Quantico, in Virginia. Mentre era iscritto a Berkeley, studiava presso tre insegnanti influenti e rinomati: Worth Ryder, Erle Loran ed Eugene Neuhaus. Sia Ryder che Loran avevano studiato arte in Europa negli anni venti e vantavano una vasta conoscenza sul modernismo europeo che insegnavano ai loro allievi. Invece, Neuhaus era emigrato dalla Germania nel 1904 e contribuì a rendere la Bay Area un importante punto di riferimento artistico nella costa occidentale statunitense. Una volta trasferitosi nella base di Quantico, sulla costa orientale, Diebenkorn approfittò della sua posizione per visitare i musei d'arte di Washington, Filadelfia e New York. Ciò gli permise di studiare di persona i dipinti di maestri moderni come Pierre Bonnard, Georges Braque, Henri Matisse, Joan Miró e Pablo Picasso. Sempre nello stesso periodo, Diebenkorn ebbe modo di conoscere le opere degli artisti di New York che si stavano cimentando nel surrealismo astratto. Un artista che esercitò un'influenza determinante su Diebenkorn fu Robert Motherwell. Diebenkorn iniziò in questo modo i suoi esperimenti nella pittura astratta.
Nel 1945, Diebenkorn avrebbe dovuto dislocarsi in Giappone; tuttavia, con la fine della guerra, terminata nell'agosto del 1945, fu dimesso e tornò a vivere nella Bay Area.
Durante la fine degli anni quaranta e l'inizio degli anni cinquanta, Diebenkorn visse e lavorò in vari luoghi: San Francisco (1946-47) e Sausalito (1947-50), Woodstock, New York (1947), Albuquerque, nel Nuovo Messico (1950-52), Urbana, nell'Illinois (1952-53) e Berkeley, in California (1953-1966). In questi anni, maturò il proprio stile di pittura espressionista astratta. Dopo la seconda guerra mondiale, l'attenzione del mondo dell'arte si spostò dalla Scuola di Parigi agli Stati Uniti e, in particolare, alla Scuola di New York. Nel 1946, Diebenkorn si iscrisse in qualità di studente alla California School of Fine Arts (CSFA) a San Francisco (oggi nota come San Francisco Art Institute), che stava sviluppando il proprio vigoroso stile di espressionismo astratto. Nel 1947, dopo dieci mesi trascorsi a Woodstock con un sussidio di viaggio, Diebenkorn tornò alla CSFA, dove adottò l'espressionismo astratto come veicolo per l'auto-espressione. Gli venne offerto un posto nella facoltà della CSFA nel 1947 e vi insegnò fino al 1950. Fu inizialmente influenzato da Clyfford Still, che fu anch'egli insegnante alla CSFA dal 1946 al 1950, Arshile Gorky, Hassel Smith e Willem de Kooning. Diebenkorn venne considerato un eminente espressionista astratto della costa occidentale. Dal 1950 al 1952, Diebenkorn fu iscritto alla G.I. Bill nel dipartimento di belle arti della Università del Nuovo Messico, dove continuò ad adottare il suo stile espressionista astratto.
Lungo l'anno accademico 1952-53, Richard Diebenkorn prese una posizione di facoltà all'Università dell'Illinois a Urbana, dove insegnò pittura e disegno. Nel novembre e dicembre 1952, ha avuto la sua prima mostra personale in una galleria d'arte commerciale, la Paul Kantor Gallery di Los Angeles.
Nel settembre del 1953, Diebenkorn si trasferì nella Bay Area di San Francisco da New York, dove trascorse l'estate. Stabilì la sua casa a Berkeley e vi soggiornò fino al 1966. Fu durante i primi anni di questo periodo che Diebenkorn abbandonò la sua stretta aderenza all'espressionismo astratto e iniziò a lavorare a uno stile più rappresentativo. Verso la metà degli anni cinquanta, Diebenkorn divenne un importante pittore figurativo e il suo stile fungeva da ponte fra Henri Matisse e l'espressionismo astratto. Diebenkorn, Elmer Bischoff, Henry Villierme, David Park, James Weeks e altri parteciparono a un rinascimento della pittura figurativa, soprannominato Movimento figurativo della Bay Area. Le sue opere raffiguravano solitamente interni, paesaggi, nature morte e figure umane.

### Il successo
Diebenkorn iniziò ad avere ulteriormente successo a partire dagli anni sessanta, periodo in cui venne invitato a diverse mostre collettive e dove tenne varie mostre personali. Nel 1960 venne organizzata una retrospettiva di metà carriera dedicata a Diebenkorn presso il Pasadena Art Museum (oggi Norton Simon Museum). Quell'autunno, venne tenuta una mostra correlata nel California Palace of the Legion of Honor di San Francisco. Nell'estate del 1961, mentre era un istruttore in visita alla UCLA, Diebenkorn familiarizzò per la prima volta con l'incisione quando il suo assistente di laurea gli presentò la tecnica di stampa con puntasecca. Anche mentre si trovava nel sud della California, Diebenkorn fu ospite al Tamarind Lithography Workshop (oggi Tamarind Institute), dove lavorò a una serie di stampe che venne terminata nel 1962.
Al suo ritorno a Berkeley, nell'autunno del 1961, Diebenkorn iniziò ad approfondire la tecnica della puntasecca e dell'incisione presso la Crown Point Press, una tipografia di belle arti posseduta da Kathan Brown. Nel 1965, la Crown Point Press stampò e pubblicò un'edizione di tredici volumi rilegati e dodici fogli non rilegati della prima suite di stampe di Diebenkorn, 41 Etchings Drypoints. Questo progetto fu la prima pubblicazione del catalogo di Crown Point. Diebenkorn non creò più opere con l'acquaforte fino al 1977, quando Brown rinnovò la loro relazione artistica. Da allora fino al 1992, Diebenkorn tornò quasi ogni anno a Crown Point Press per produrre altre opere.
Sempre nell'autunno del 1961, Diebenkorn divenne un membro della facoltà del San Francisco Art Institute, dove insegnò periodicamente fino al 1966. Insegnò anche a intermittenza durante questi anni in altri college, tra cui il College of Arts and Crafts e il Mills College della California in Oakland, la University of Southern California (USC), la University of Colorado at Boulder e l'Università della California, Los Angeles (UCLA).
Nel settembre del 1963, Diebenkorn venne nominato primo artista residente alla Stanford University di Palo Alto, in California, un incarico che durò fino al giugno dell'anno seguente. La sua unica responsabilità in questa posizione consisteva nel realizzare opere d'arte in uno studio fornito dall'università. Agli studenti veniva permesso di visitarlo in studio durante gli orari programmati. Sebbene, durante la sua permanenza a Stanford, avesse realizzato pochi dipinti, Diebenkorn produsse comunque un gran numero di disegni. L'Università tenne una mostra dedicata a tutti questi disegni al termine della permanenza di Diebenkorn a Stanford.
Dall'autunno del 1964 alla primavera del 1965, Diebenkorn viaggiò attraverso l'Europa e gli venne concesso un visto culturale per visitare importanti musei sovietici, ove vide le opere di Matisse. Quando tornò a dipingere nella Bay Area a metà del 1965, i suoi lavori riassumevano tutto ciò che aveva imparato da più di un decennio come pittore figurativo di primo piano.

### La serieOcean Park, gli ultimi anni e la morte

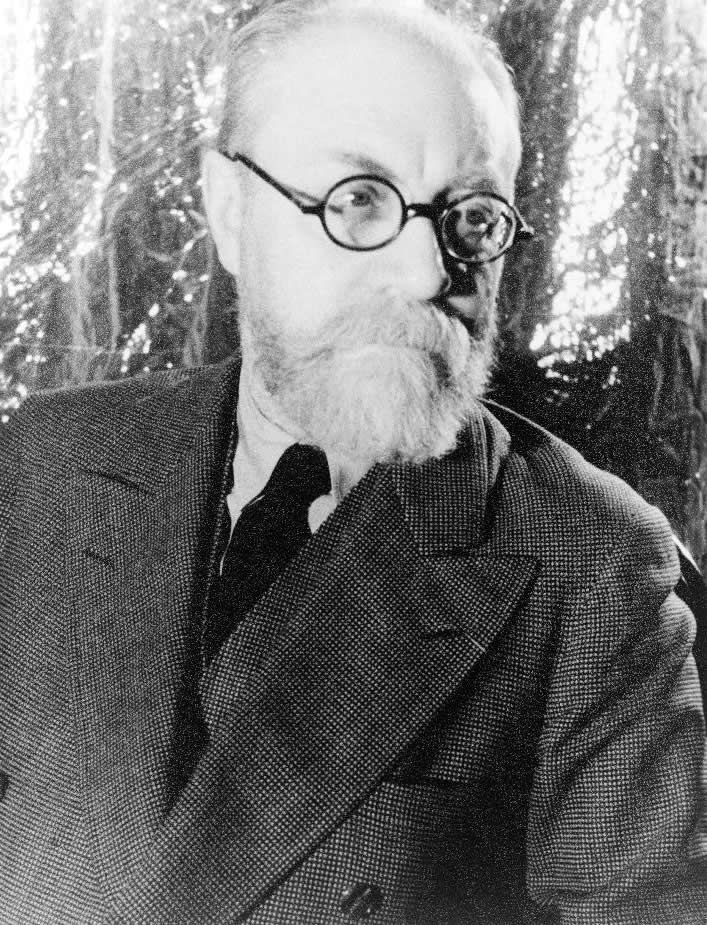
Henri Matisse (1933)

I dipinti di Henri Matisse La finestra aperta a Collioure e Vista di Notre-Dame, che furono entrambi creati nel 1914, esercitarono un'enorme influenza sulla serie di dipinti Ocean Park di Richard Diebenkorn. Secondo la storica dell'arte Jane Livingston, Diebenkorn avrebbe visto entrambi i dipinti di Matisse in una mostra a Los Angeles nel 1966, ed essi avrebbero avuto un enorme effetto su di lui e sul suo stile pittorico. Riferendosi alla mostra del gennaio 1966, Livingston scrisse: 
 Livingston asserì anche che "Diebenkorn deve aver considerato La finestra aperta a Collioure come un'epifania".
Nel settembre del 1966, Diebenkorn si trasferì a Santa Monica, in California, e prese una cattedra all'UCLA. Si trasferì in un piccolo studio nello stesso edificio del suo vecchio amico della Bay Area, Sam Francis. Nell'inverno 1966-67, tornò all'astrazione, questa volta in uno stile chiaramente personale e geometrico, che chiaramente partì dal suo primo periodo espressionista astratto. La serie Ocean Park, iniziata nel 1967 e sviluppata per i successivi 18 anni, divenne la sua opera più famosa e conta circa 135 dipinti. Basandosi sul paesaggio aereo e forse sulla vista dalla finestra del suo studio, queste composizioni astratte su larga scala prendevano il nome da una comunità di Santa Monica, dove aveva il suo studio. Diebenkorn si ritirò dall'UCLA nel 1973. La serie di Ocean Park fece da ponte tra le sue precedenti espressioniste astratte con il Color fied e l'astrazione lirica.
Nel 1979 fu eletto membro della National Academy of Design come membro associato e nel 1982 divenne un accademico completo.
Nel 1986 Diebenkorn decise di lasciare Santa Monica e la California meridionale. Dopo aver viaggiato e osservato diverse aree negli Stati Uniti occidentali, nel 1988 Diebenkorn e sua moglie si stabilirono a Healdsburg, in California, dove costruì un nuovo studio. Nel 1989 iniziò a soffrire di gravi problemi di salute legati alle malattie cardiache. Sebbene continuasse a produrre stampe, disegni e dipinti più piccoli, la sua cattiva salute gli impedì di terminare quadri di grandi dimensioni. Nel 1990, Diebenkorn produsse una serie di sei incisioni per l'edizione della Arion Press di Poems of W. B. Yeats, con poesie selezionate e introdotte da Helen Vendler.
Nel 1991, Diebenkorn fu insignito della National Medal of Arts.
Diebenkorn morì a causa di complicazioni da enfisema a Berkeley, il 30 marzo 1993.

### Dopo la morte
Nel 2012, l'opera Ocean Park # 48 (1971) di Diebenkorn, fu venduta a Christie's per 13,25 milioni di dollari, e divenne il dipinto più costoso dell'artista mai venduto a un'asta, battendo il record precedente di Christie's quando un Ocean Park # 48 del 1980 gli fece guadagnare 7,69 milioni di dollari. Durante una vendita a Sotheby's della collezione privata di Rachel Lambert Mellon, lo stilista italiano Valentino Garavani acquistò l'Ocean Park # 89 (1975), un'immagine astratta di un tramonto, per 9,68 milioni di dollari.
Le opere di Diebenkorn sono raccolte in diversi musei e collezioni pubbliche, tra cui il New Mexico Museum of Art, l'Honolulu Museum of Art, l'Albright–Knox Art Gallery, l'Art Institute of Chicago, il Baltimore Museum of Art, il Carnegie Museums of Pittsburgh, la Corcoran Gallery of Art, il de Young Museum, l'Hirshhorn Museum and Sculpture Garden, il Los Angeles County Museum of Art, il Minneapolis Institute of Art, lo Houston Museum of Fine Arts, la Phillips Collection, il Museum of Modern Art di San Francisco, il Solomon R. Guggenheim Museum, il Whitney Museum of American Art, e l'Iris & B. Gerald Cantor Center for Visual Arts.